# أبو منجل أبيض أمريكي
أبو منجل أبيض أمريكي  (باللاتينية: Eudocimus albus) هو نوع من طيور جنس Eudocimus والذي ينتمي إلى فصيلة أبو منجليات ،وهو يتواجد في جنوب الساحل الولايات المتحدة المطل على المحيط الأطلسي وكل النقاط المدارية في العالم الجديد.

## مناطق تواجده
- يتواجد أبو منجل الأبيض الأمريكي في الأراضي الرطبة والمستنقعات والبرك القريبة من الساحل، بجانب المروج، وقد أصبحت شائعة في دائق المدن الأمريكية.
- أبو منجل من الطيور المستعمرة فهو يبني عشه باستعمال الأشجار والشجيرات، وتضع عادة 2-5 البيض. أبو منجل الأبيض، وعادة ما تعشش في مستعمرات مختلطة مع الأنواع الأخرى.
- يتغذي أبو منجل الأبيض الأمريكي باستعمال منقاره الطويل الذي يشبه المنجل. ويتكون النظام الغذائي من الأسماك المختلفة، والضفادع والمخلوقات المائية الأخرى، وكذلك الحشرات والزواحف الصغيرة.

## الوصف
- يبلغ طول أبو منجل الأبيض الأمريكي 65 سم وطول أجنحته 95 سم، ويعتبر لون أجحته بيضاء باستثناء الأجنحة التي يمكن أن تتلون ببعض البقع السوداءبينما المنطقة المحيطة بالعينين والمنقار والساقين لونها أحمر.
- يمكن تهجين هذ الطائر مع أبو منجل القرمزي.

## علاقته بالبشر
- يعتبر أبو منجل الأبيض الأمريكي الحيوان الجالب للحظ بالنسبة لجامعة ميامي، وتقع في كورال غابليس، فلوريدا.

## الصور

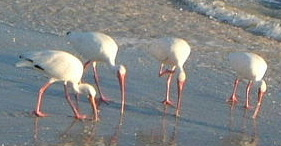
في جزيرة سينبل بفلوريدا
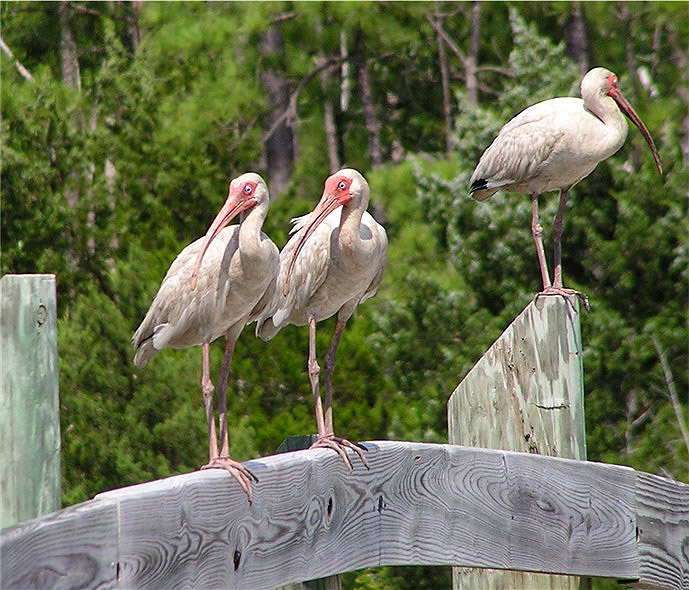
مجموعة من أبو منجل الأبيض الأمريكي
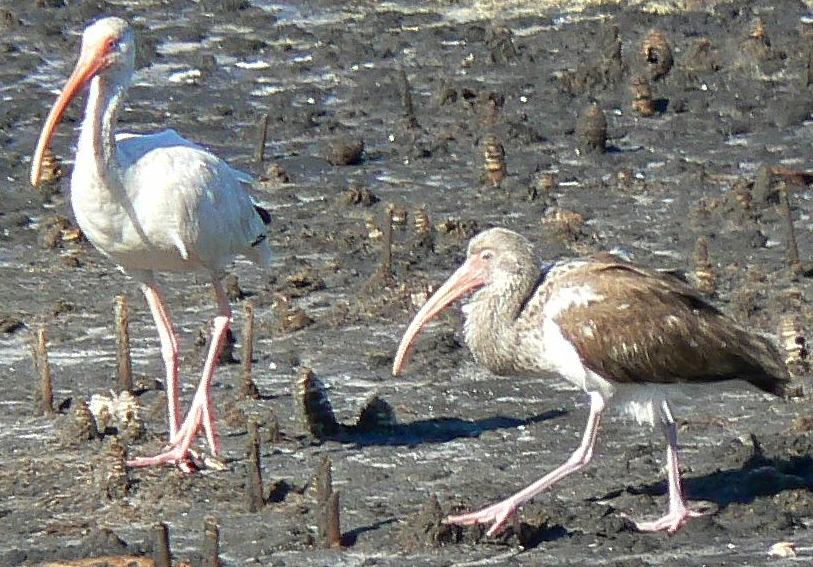
طائر بالغ يتبعه صغيره في فلوريدا.

## التكاثر
خلال موسم التكاثر، تتجمع طيور أبو المنجل الأبيض الأمريكية في مستعمرات كبيرة بالقرب من المياه. الأزواج غالبا تكون أحادية الزواج ويعتني كلا الأبوين بنسلهما. إلا أن بعض الذكور يميلون إلى التزاوج بعدة إناث لزيادة نجاحهم التكاثري.